# 希少糖

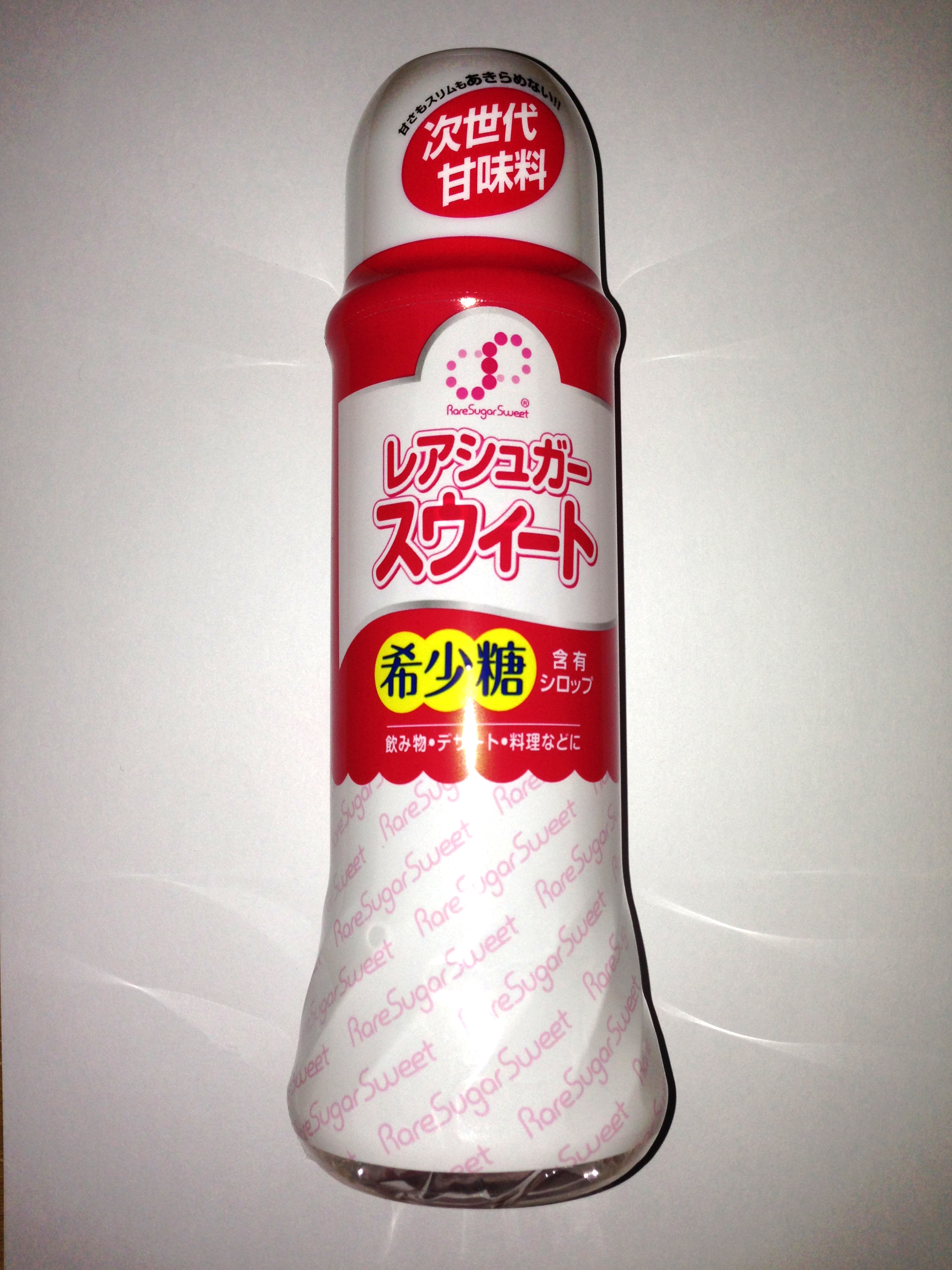
希少糖含有シロップ「レアシュガースウィート」
希少糖（D-プシコース・D-アロースなど）を15%程度含むとされる（2013年）。

希少糖（きしょうとう、英：rare sugar）とは、香川県、香川大学、香川県内の企業で主に構成された一般社団法人希少糖普及協会によって定義し、商標登録[第5733646号]された糖類の一種。自然界にごくわずかしか存在しない単糖（糖の最小単位）や糖アルコールなどの総称であり、種類は50種類を超える。また同団体は「自然界に存在量が少ない単糖およびその誘導体」と定義している。
自然界に存在量が少ないために研究が非常に困難だったが、香川大学で希少糖を含む全単糖の生産戦略図である「イズモリング」が構築され、すべての希少糖の生産が可能となり研究が進んだ。
希少糖の中でもＤ-プシコース（英：allulose アルロース）は日本でも研究が進んでおり、砂糖の7割程度の甘味がありながら、カロリーはほぼゼロ。さらに、「食後の血糖値上昇を緩やかにする」、「内臓脂肪の蓄積を抑える」といった研究結果が報告されている。自然界においては、ブドウ糖よりも早く誕生したものの、多くの植物はブドウ糖で代謝を行うことを選択したために、プシコースが採用されない結果になって今日に至っている。ちなみに、自然界に存在する糖の総量はブドウ糖：希少糖＝９９：１程度である。
香川県では産学官による研究や産業化の取り組みを進めており、「かがわ希少糖ホワイトバレー」形成を目指している。

## 代表的な希少糖
国際希少糖学会による。
- L-グルコース
- D-アロース
- D-タガトース
- D-プシコース
- キシリトール
- L-リボース
- エリスリトール
- ソルボース
- アルトロース
- タロース
- イドース
- グロース

## 発見の歴史
- 1852年 ナナカマドの実からL-ソルボースが発見された[4]。当時はD型糖のみが自然界に存在すると考えられており、また追試に成功した者がいなかったので、この報告は間違いだと思われていた。
- 1896年 ベルトランが、酢酸菌がD-ソルビトールをL-ソルボースに変換することを発見した（L-ソルボース発酵）[5]。
- 1994年 香川大学の何森健らによって、フルクトースをプシコースに変換する酵素、D-タガトース3-エピメラーゼ（DTE）が発見された[6]。これにより希少糖を体系的に生産するシステム（イズモリング[7]）が考案され、大量生産への道が拓かれた。

## 研究
香川大学は希少糖の生産や生理活性に関する研究開発を行っているほか、2001年からは国際希少糖学会が置かれている。
希少糖のいくつかには血糖上昇抑制作用が認められるものがある。D-プシコースは砂糖の70%程度の甘味を持ち、小腸で吸収されにくく、カロリーゼロなため、血糖値を抑制する作用がある。また、自然のでん粉から作られているため、人工甘味料ではなく、食品添加物でもない。D-キシロースにもD-プシコースと同様の活性が認められる。プシコースはダイエットに利用されている。。
このように、希少糖は血糖値ゼロあるいは低血糖の人工甘味料としてだけではなく、これからは希少な薬効成分を持つ創薬・新薬への臨床応用が期待される。たとえば、食後の血糖値上昇および体内への脂肪蓄積を抑える働き、糖尿病治療や癌治療などへの応用である。「希少糖のなかでよく知られるのはキシリトールやエリスリトールなどの糖アルコールで、これらは天然の糖から発酵より生産が可能で、むし歯をつくらない抗う蝕性や低カロリーなどの特性を生かして甘味料などに用いられている。また、香川大学を中心とした研究により、Ｄ-プシコース（アルロース）などが新たに開発されている。プシコースは、食後の血糖値上昇および体内への脂肪蓄積を抑える働き、さらに動脈硬化の抑制についての研究報告があり、これらの予防効果が期待されている。」

## 香川県などによる取組み
- 香川県は、希少糖に関するプロジェクトを重点施策に位置付け、希少糖の普及などに積極的に取り組むこととしている（同県の希少糖サイト[11]では、香川大学を中心とした研究・開発等が紹介されているほか、希少糖のPR動画[12]や香川大学特任教授の何森によるコラムなどが掲載されている）。
- 2014年3月29・30日に、「かがわ希少糖フェア2014」が、サンポート高松（JR高松駅北側）で開催され、パティシエ辻口博啓を招いての料理教室・コンテスト、華道家假屋崎省吾のトークショー、希少糖関連商品の展示・販売（人気スイーツ店など30店舗が出展）、血糖値等測定・健康相談、香川大学教授による希少糖講座（一般向け）、希少糖スイーツの試食、ゲーム大会、紙芝居、アンパンマンショーなどが実施された（国際希少糖学会も同時開催）。
- 香川県では、希少糖産業の基盤形成を促進するため、希少糖の生産や試験研究を行う企業の施設・設備に対して、企業誘致助成制度を活用した手厚い支援（投下固定資産額の30%を助成）を行うこととしている。
- 一般社団法人・希少糖普及協会は2017年、11（いい）月10（とう）日を「希少糖の日」に定めた[13]。

## 希少糖を含む製品
市販されている希少糖の中には液体タイプ、粉末タイプがある。液体タイプはD-プシコースを含む製品など。粉末タイプはエリスリトールやキシリトールなどの希少糖が販売されている。100%希少糖の製品は粉末タイプで手にはいる。

## 国内国外で注目を集めはじめた希少糖
2018年1月、「希少糖(rare sugar)」と希少糖の一つである「プシコース」が新しい言葉の一つとして、広辞苑 第七版（岩波書店）に記載され、2018年1月17日、この事実を日本経済新聞がニュースとして報じた。また、2016年4月、香川大学が全学体制の新組織である「国際希少糖研究教育機構」を設置し、国際展開部門では、英国・オックスフォード大学、米国・フロリダ大学等の欧米の大学との共同研究の推進とともに、ブルネイ・ダルサラーム大学、タイ・チェンマイ大学等のアジア諸国との共同研究も進めている。これらは、希少糖研究が、日本においてのみならず学術的・国際的に市民権を得はじめ、認知されはじめたことを意味する。